# Středočeský krajský přebor 1964/1965
V soubojích Středočeského krajského přeboru 1964/65 se utkalo 14 týmů dvoukolovým systémem podzim - jaro. Tento ročník skončil v červnu 1965. Vzhledem k reorganizaci postoupilo prvních 6 týmů do Divize C a sestoupil pouze poslední tým.

## Výsledná tabulka
Zdroj: 
| Poř. | Tým                       | Z  | V  | R | P  | VG | OG | B  |
| ---- | ------------------------- | -- | -- | - | -- | -- | -- | -- |
| 1.   | TJ Spartak Vlašim         | 26 | 14 | 5 | 7  | 55 | 24 | 33 |
| 2.   | TJ Tatra Kolín            | 26 | 13 | 7 | 6  | 43 | 21 | 33 |
| 3.   | TJ Spartak Mladá Boleslav | 26 | 12 | 7 | 7  | 42 | 23 | 31 |
| 4.   | TJ KŽ Králův Dvůr         | 26 | 14 | 3 | 9  | 44 | 33 | 31 |
| 5.   | TJ Lokomotiva Beroun      | 26 | 11 | 8 | 7  | 35 | 24 | 30 |
| 6.   | TJ Lokomotiva Nymburk     | 26 | 12 | 6 | 8  | 41 | 36 | 30 |
| 7.   | TJ Lokomotiva Rakovník    | 26 | 11 | 7 | 8  | 39 | 35 | 29 |
| 8.   | TJ ČKD Slaný              | 26 | 10 | 9 | 7  | 43 | 39 | 29 |
| 9.   | TJ Kaučuk Kralupy         | 26 | 12 | 4 | 10 | 43 | 35 | 28 |
| 10.  | TJ Jiskra Poděbrady       | 26 | 11 | 2 | 13 | 44 | 56 | 24 |
| 11.  | TJ Spartak Kbely          | 26 | 7  | 6 | 13 | 33 | 47 | 20 |
| 12.  | TJ Slavoj Úvaly           | 26 | 6  | 7 | 13 | 31 | 55 | 19 |
| 13.  | TJ Spartak Hořovice       | 26 | 5  | 8 | 13 | 25 | 47 | 18 |
| 14.  | TJ Jiskra Kolín           | 26 | 3  | 3 | 20 | 18 | 61 | 9  |

Poznámky:
- Z = Odehrané zápasy; V = Vítězství; R = Remízy; P = Prohry; VG = Vstřelené góly; OG = Obdržené góly; B = Body

|  | Postup do Divize C 1965/66             |
|  | Sestup do příslušné I. A třídy 1965/66 |